# Ampedus sinuatus
Ampedus sinuatus es una especie de escarabajo del género Ampedus, familia Elateridae. Fue descrita científicamente por Germar en 1844.
Esta especie se encuentra en varios países de Europa. 